# Рене Генон
Рене Жан-Мари-Жозеф Генон (фр. René Jean-Marie-Joseph Guénon;  Блоа, 15. новембар 1886 — Каиро, 7. јануар 1951), познат и као Abdalwâhid Yahiâ (арап. عبد الـوٰاحد يحيیٰ; Абд ал-Вахид Иахиа) био је француски интелектуалац који је и даље утицајна фигура у домену метафизике, јер је писао о темама у распону од езотеризма, „свете науке“ и „традиционалних студија” до симболизма и иницијације.
У својим списима, он предлаже „да се директно изложе неки аспекти источњачких метафизичких доктрина“ „универзалног карактера”, или „да се те исте доктрине прилагоде западним читаоцима, уз строгу верност њиховом духу”, пратећи хиндуистичку педагогију „преношења” доктрина уз понављање њиховог „нељудског карактера”.
Инициран у исламски езотеризам још 1910. када је имао 24 године, углавном је писао и објављивао на француском, а његова дела су преведена на више од двадесет језика; касније је усавршио арапски и од 1931. на њему писао чланке за часопис Al Marifah.

### На енглеском
- Introduction to the Study of the Hindu doctrines (Introduction générale à l'étude des doctrines hindoues, 1921)
- Theosophy: History of a Pseudo-Religion (Le Théosophisme – Histoire d'une pseudo-religion, 1921)
- The Spiritist Fallacy (L'erreur spirite, 1923)
- East and West (Orient et Occident, 1924)
- Man and his Becoming according to the Vedanta (L'homme et son devenir selon le Vêdânta, 1925)
- The Esoterism of Dante (L'ésotérisme de Dante, 1925)
- The King of the World (also published as Lord of the World, Le Roi du Monde, 1927)
- The Crisis of the Modern World (La crise du monde moderne, 1927)
- Spiritual Authority and Temporal Power (Authorité Spirituelle et Pouvoir Temporel, 1929)
- St. Bernard (Saint-Bernard, 1929)
- The Symbolism of the Cross (Le symbolisme de la croix, 1931)
- The Multiple States of the Being (Les états multiples de l'Être, 1932)
- Oriental Metaphysics (La metaphysique orientale, 1939)
- The Reign of Quantity and the Signs of the Times (Le règne de la quantité et les signes des temps, 1945)
- Perspectives on Initiation (Aperçus sur l'initiation, 1946)
- The Metaphysical Principles of the Infinitesimal Calculus (Les principes du calcul infinitésimal, 1946)
- The Great Triad (La Grande Triade, 1946)
- Initiation and Spiritual Realization (Initiation et réalisation spirituelle, 1952)
- Insights into Christian Esoterism (Aperçus sur l'ésotérisme chrétien, 1954)
- Symbols of Sacred Science (Symboles de la Science Sacrée, 1962)
- Studies in Freemasonry and Compagnonnage (Études sur la Franc-Maçonnerie et le Compagnonnage, 1964)
- Studies in Hinduism (Études sur l'Hindouisme, 1966)
- Traditional Forms and Cosmic Cycles (Formes traditionelles et cycles cosmiques, 1970)
- Insights into Islamic Esoterism and Taoism (Aperçus sur l'ésotérisme islamique et le Taoïsme, 1973)
- Reviews (Comptes rendus, 1973)
- Miscellanea (Mélanges, 1976)

#### Сабрана дела
Нови енглески превод, 23 тома, Софија Перенис (издавач)
- East and West (paper, 2001; cloth, 2004)
- The Crisis of the Modern World (paper, 2001; cloth, 2004)
- The Esoterism of Dante (paper, 2003; cloth, 2005)
- The Great Triad (paper, 2001; cloth, 2004)
- Initiation and Spiritual Realization (paper, 2001; cloth, 2004)
- Insights into Christian Esoterism (paper, 2001; cloth, 2005)
- Insights into Islamic Esoterism and Taoism (paper, 2003; cloth, 2004)
- Introduction to the Study of the Hindu Doctrines (paper, 2001; cloth, 2004)
- The King of the World (paper, 2001; cloth, 2004)
- Man and His Becoming According to the Vedanta (paper, 2001; cloth, 2004)
- Metaphysical Principles of the Infinitesimal Calculus (paper, 2003; cloth, 2004)
- Miscellanea (paper, 2003; cloth, 2004)
- The Multiple States of the Being tr. Henry Fohr (paper, 2001; cloth, 2004)
- Perspectives on Initiation (paper, 2001; cloth, 2004)
- The Reign of Quantity and the Signs of the Times (paper, 2001; cloth, 2004)
- The Spiritist Fallacy (paper, 2003; cloth, 2004)
- Spiritual Authority and Temporal Power (paper, 2001; cloth, 2004)
- Studies in Freemasonry and the Compagnonnage (paper, 2005; cloth, 2005)
- Studies in Hinduism (paper, 2001; cloth, 2004)
- The Symbolism of the Cross (paper, 2001; cloth, 2004)
- Symbols of Sacred Science (paper, 2004; cloth, 2004)
- Theosophy, the History of a Pseudo-Religion (paper, 2003; cloth, 2004)
- Traditional Forms and Cosmic Cycles (paper, 2003; cloth, 2004)

### На француском
- Introduction générale à l'étude des doctrines hindoues, Paris, Marcel Rivière, 1921, many editions.
- Le Théosophisme, histoire d'une pseudo-religion, Paris, Nouvelle Librairie Nationale, 1921, many editions.
- L'Erreur spirite, Paris, Marcel Rivière, 1923, many editions including: Éditions Traditionnelles.  2-7138-0059-5.
- Orient et Occident, Paris, Payot, 1924, many editions, including: Guy Trédaniel/Éditions de la Maisnie, Paris.  2-85829-449-6.
- L'Homme et son devenir selon le Vêdânta, Paris, Bossard, 1925, many editions, including: Éditions Traditionnelles.  2-7138-0065-X.
- L'Ésotérisme de Dante, Paris, Ch. Bosse, 1925, many editions, including: Éditions Traditionnelles, 1949.
- Le Roi du Monde, Paris, Ch. Bosse, 1927, many editions, including: Gallimard, Paris.  2-07-023008-2.
- La Crise du monde moderne, Paris, Bossard, 1927, many editions, including: Gallimard, Paris.  2-07-023005-8.
- Autorité spirituelle et pouvoir temporel, Paris, Vrin, 1929, many editions, including: (1952) Guy Trédaniel/Éditions de la Maisnie, Paris.  2-85-707-142-6.
- Saint Bernard, Publiroc, 1929, re-edited: Éditions Traditionnelles. Without ISBN.
- Le Symbolisme de la Croix, Véga, 1931, many editions, including: Guy Trédaniel/Éditions de la Maisnie, Paris.  2-85-707-146-9.
- Les États multiples de l'Être, Véga, 1932, many editions, including: Guy Trédaniel/Éditions de la Maisnie, Paris.  2-85-707-143-4.
- La Métaphysique orientale, Editions traditionnelles, 1939, many editions. This is the written version of a conference given at The Sorbonne University in 1926.
- Le Règne de la Quantité et les Signes des Temps, Gallimard, 1945,
- Les Principes du Calcul infinitésimal, Gallimard, 1946,
- Aperçus sur l'Initiation, Éditions Traditionnelles, 1946
- La Grande Triade, Gallimard, 1946, many editions.
- Aperçus sur l'ésotérisme chrétien, Éditions Traditionnelles (1954). ISBN (?).
- Aperçus sur l'ésotérisme islamique et le taoïsme. ISBN 2-07-028547-2., Gallimard, Paris,(1973). .
- Comptes rendus. ISBN 2-7138-0061-7., Éditions traditionnelles (1986). .
- Études sur l'Hindouisme, Éditions Traditionnelles, Paris (1967). ISBN (?).
- Études sur la Franc-maçonnerie et le Compagnonnage. ISBN 2-7138-0066-8., Tome 1 (1964) Éditions Traditionnelles, Paris. .
- Études sur la Franc-maçonnerie et le Compagnonnage. ISBN 2-7138-0067-6., Tome 2 (1965) Éditions Traditionnelles, Paris. .
- Formes traditionnelles et cycles cosmiques. ISBN 2-07-027053-X., Gallimard, Paris (1970). .
- Initiation et Réalisation spirituelle. ISBN 978-2-7138-0058-0., Éditions Traditionnelles, 1952. .
- Mélanges. ISBN 2-07-072062-4., Gallimard, Paris (1976). .
- Symboles de la Science sacrée. ISBN 2-07-029752-7. (1962), Gallimard, Paris. .
- Articles et Comptes-Rendus. ISBN 2-7138-0183-4., Tome 1, Éditions Traditionnelles (2002). .
- Recueil. ISBN 978-0-9865872-1-4., Rose-Cross Books, Toronto (2013). .
- Fragments doctrinaux. ISBN 978-0-9865872-2-1., doctrinal fragments from Guénon's correspondence (600 letters, 30 correspondents). Rose-Cross Books, Toronto (2013). .
- Paris-Le Caire, correspondence with Louis Cattiaux, Wavre, Le Miroir d'Isis, 2011.  978-2-917485-02-6.